# Ундзен
Унзен (на японски: 雲仙市, Унзен-ши) е град, разположен в префектура Нагасаки, Япония. Площта на града е 206,92 km², населението е 44 719 души (1 юли 2014 г.), гъстотата на населението е 216,12 души на km2.

## Географическое положение
Градът се намира на остров Кюшу в префектура Нагасаки на региона Кюшу. Граничи с градовете Исахая, Шимабара, Минамишимабара.

## Население
Населението на града е 44 719 души (1 юли 2014), а гъстотата – 216,12 души на km2.
| Население | Население |
| Година    | Численост |
| --------- | --------- |
| 1980      | 58 861    |
| 1985      | 57 380    |
| 1990      | 55 408    |
| 1995      | 54 048    |
| 2000      | 52 230    |
| 2005      | 49 998    |

## Бележити личности
Сенджи Ямагучи (3 октомври 1930 – 6 юли 2013) – лидер на антиядреното движение Нихон Хиданкьо